# Изгиб пластин

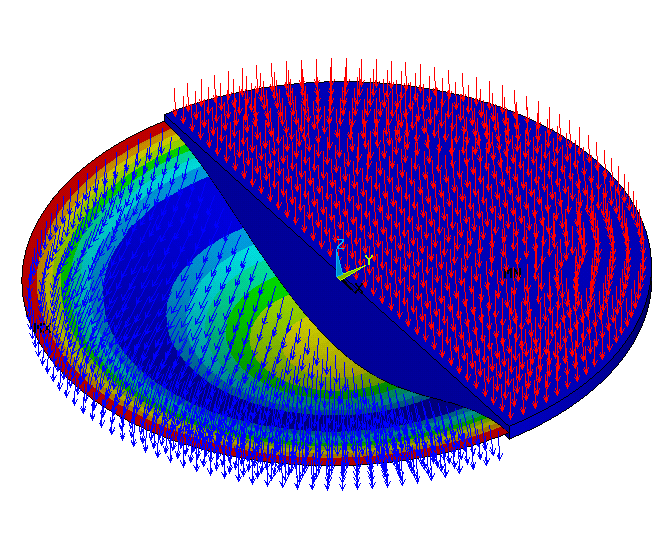
Изгиб круглой пластины с закреплёнными краями под действием пореречной силы. Левая половина пластины показывает деформированную форму, а правая половина — недеформированную. Этот расчет произведён с использованием программы Ansys.

Изгиб пластин в теории упругости относится к расчёту деформаций в пластинах (в общем случае произвольной толщины, но малым по сравнению с продольными размерами), под действием перпендикулярных к плоскости пластины внешних сил и моментов. Величину отклонения можно определить, решив дифференциальные уравнения соответствующей теории пластин в зависимости от допущений на малость тех или иных параметров. По этим прогибам можно рассчитать напряжения в пластине. При известных напряжениях можно использовать теорию разрушения, чтобы определить, нарушение целостности плиты при данной нагрузке. Деформация пластины является функцией двух координат, поэтому теория пластин формулируется в общем случае в терминах дифференциальных уравнений в двумерном пространстве. Также считается, что пластина изначально (в ненапряжённом состоянии) имеет плоскую форму.

## Изгиб пластин в теории Кирхгофа — Лява

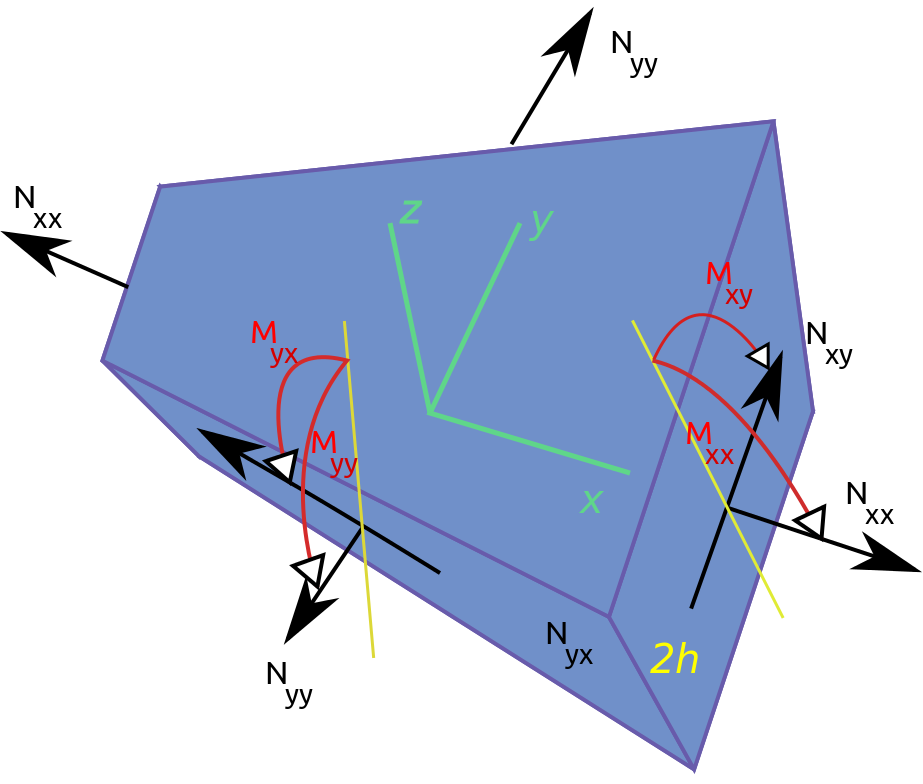
Силы и моменты действующие на плоской пластины для рассчёта равновесия элементарного объёма

### Определения
Для тонкой прямоугольной пластины толщиной {\displaystyle H}, модулем Юнга {\displaystyle E} и коэффициентом Пуассона {\displaystyle \nu }, можно определить упругие параметры в терминах прогиба пластины {\displaystyle w}.
В декартовой системе координат жёсткость при изгибе определяется
{\displaystyle D={\frac {EH^{3}}{12\left(1-\nu ^{2}\right)}}.}

#### Моменты
Изгибные моменты на единицу длины задаются
{\displaystyle M_{x}=-D\left({\frac {\partial ^{2}w}{\partial x^{2}}}+\nu {\frac {\partial ^{2}w}{\partial y^{2}}}\right),}
{\displaystyle M_{y}=-D\left(\nu {\frac {\partial ^{2}w}{\partial x^{2}}}+{\frac {\partial ^{2}w}{\partial y^{2}}}\right).}
Крутящий момент на единицу длины определяется
{\displaystyle M_{xy}=-D\left(1-\nu \right){\frac {\partial ^{2}w}{\partial x\partial y}}.}

#### Силы
Сдвиговые силы на единицу длины определяются выражением
{\displaystyle Q_{x}=-D{\frac {\partial }{\partial x}}\left({\frac {\partial ^{2}w}{\partial x^{2}}}+{\frac {\partial ^{2}w}{\partial y^{2}}}\right),}
{\displaystyle Q_{y}=-D{\frac {\partial }{\partial y}}\left({\frac {\partial ^{2}w}{\partial x^{2}}}+{\frac {\partial ^{2}w}{\partial y^{2}}}\right).}

#### Напряжения
Компоненты изгибных напряжений определяются выражением
{\displaystyle \sigma _{x}=-{\frac {12Dz}{H^{3}}}\left({\frac {\partial ^{2}w}{\partial x^{2}}}+\nu {\frac {\partial ^{2}w}{\partial y^{2}}}\right),}
{\displaystyle \sigma _{y}=-{\frac {12Dz}{H^{3}}}\left(\nu {\frac {\partial ^{2}w}{\partial x^{2}}}+{\frac {\partial ^{2}w}{\partial y^{2}}}\right).}
Напряжение сдвига задается
{\displaystyle \tau _{xy}=-{\frac {12Dz}{H^{3}}}\left(1-\nu \right){\frac {\partial ^{2}w}{\partial x\partial y}}.}

#### Деформации
Изгибающие деформации в теории для малых отклонений определяются
{\displaystyle \epsilon _{x}={\frac {\partial u}{\partial x}}=-z{\frac {\partial ^{2}w}{\partial x^{2}}},}
{\displaystyle \epsilon _{y}={\frac {\partial v}{\partial y}}=-z{\frac {\partial ^{2}w}{\partial y^{2}}}.}
Деформации сдвига в теории для малых отклонений задаются
{\displaystyle \gamma _{xy}={\frac {\partial u}{\partial y}}+{\frac {\partial v}{\partial x}}=-2z{\frac {\partial ^{2}w}{\partial x\partial y}}.}
В теории для больших отклонений пластин рассматривают деформации мембран в виде
{\displaystyle \epsilon _{x}={\frac {\partial u}{\partial x}}+{\frac {1}{2}}\left({\frac {\partial w}{\partial x}}\right)^{2},}
{\displaystyle \epsilon _{y}={\frac {\partial v}{\partial y}}+{\frac {1}{2}}\left({\frac {\partial w}{\partial y}}\right)^{2},}
{\displaystyle \gamma _{xy}={\frac {\partial u}{\partial y}}+{\frac {\partial v}{\partial x}}+{\frac {\partial w}{\partial x}}{\frac {\partial w}{\partial y}}.}

#### Прогибы
Эти прогибы определяются
{\displaystyle u=-z{\frac {\partial w}{\partial x}},}
{\displaystyle v=-z{\frac {\partial w}{\partial y}}.}

### Вывод
В теории пластин Кирхгофа — Лява система определяющих уравнений состоит из
{\displaystyle N_{\alpha \beta ,\alpha }=0}
и
{\displaystyle M_{\alpha \beta ,\alpha \beta }-q=0.}
Или в развёрнутой (координатной) форме
{\displaystyle {\cfrac {\partial N_{11}}{\partial x_{1}}}+{\cfrac {\partial N_{21}}{\partial x_{2}}}=0~;~~{\cfrac {\partial N_{12}}{\partial x_{1}}}+{\cfrac {\partial N_{22}}{\partial x_{2}}}=0,}
и
{\displaystyle {\cfrac {\partial ^{2}M_{11}}{\partial x_{1}^{2}}}+2{\cfrac {\partial ^{2}M_{12}}{\partial x_{1}\partial x_{2}}}+{\cfrac {\partial ^{2}M_{22}}{\partial x_{2}^{2}}}=q.}
где {\displaystyle q(x)} приложенная поперечная нагрузка на единицу площади, а толщина плиты равна {\displaystyle H=2h}, напряжения {\displaystyle \sigma _{ij}}, и
{\displaystyle N_{\alpha \beta }:=\int _{-h}^{h}\sigma _{\alpha \beta }~dx_{3}~;~~M_{\alpha \beta }:=\int _{-h}^{h}x_{3}~\sigma _{\alpha \beta }~dx_{3}~.}
Величина {\displaystyle N} имеет размерность единицы силы на единицу длины. Величина {\displaystyle M} имеет размерность единицы момента на единицу длины.
Для изотропных, однородных пластин с модулем Юнга {\displaystyle E} и коэффициентом Пуассона {\displaystyle \nu } эти уравнения сводятся к
{\displaystyle \nabla ^{2}\nabla ^{2}w=-{\cfrac {q}{D}}~;~~D:={\cfrac {2h^{3}E}{3(1-\nu ^{2})}}={\cfrac {H^{3}E}{12(1-\nu ^{2})}}}
где {\displaystyle w(x_{1},x_{2})} прогиб средней поверхности пластины.

### Малые прогибы тонких прямоугольных пластин
Малые прогибы тонких прямоугольных пластин описываются уравнением тонкой пластины Жермен — Лагранжа
{\displaystyle {\cfrac {\partial ^{4}w}{\partial x^{4}}}+2{\cfrac {\partial ^{4}w}{\partial x^{2}\partial y^{2}}}+{\cfrac {\partial ^{4}w}{\partial y^{4}}}={\cfrac {q}{D}}.}
Это уравнение было впервые выведено Лагранжем в декабре 1811 г. который исправил доклад Софи Жермен.

### Большой прогиб тонких прямоугольных пластин
Большой прогиб тонких прямоугольных пластин описывается уравнениями для пластины Феппля — фон Кармана
{\displaystyle {\cfrac {\partial ^{4}F}{\partial x^{4}}}+2{\cfrac {\partial ^{4}F}{\partial x^{2}\partial y^{2}}}+{\cfrac {\partial ^{4}F}{\partial y^{4}}}=E\left[\left({\cfrac {\partial ^{2}w}{\partial x\partial y}}\right)^{2}-{\cfrac {\partial ^{2}w}{\partial x^{2}}}{\cfrac {\partial ^{2}w}{\partial y^{2}}}\right],}
{\displaystyle {\cfrac {\partial ^{4}w}{\partial x^{4}}}+2{\cfrac {\partial ^{4}w}{\partial x^{2}\partial y^{2}}}+{\cfrac {\partial ^{4}w}{\partial y^{4}}}={\cfrac {q}{D}}+{\cfrac {H}{D}}\left({\cfrac {\partial ^{2}F}{\partial y^{2}}}{\cfrac {\partial ^{2}w}{\partial x^{2}}}+{\cfrac {\partial ^{2}F}{\partial x^{2}}}{\cfrac {\partial ^{2}w}{\partial y^{2}}}-2{\cfrac {\partial ^{2}F}{\partial x\partial y}}{\cfrac {\partial ^{2}w}{\partial x\partial y}}\right),}
где {\displaystyle F} функция напряжения.

## Круглые пластины Кирхгофа-Лява
Изгиб круглых пластин можно изучить, решив основное уравнение с соответствующими граничными условиями. Эти решения были впервые найдены Пуассоном в 1829 году. Для таких задач удобны цилиндрические координаты. z расстояние точки от средней плоскости пластины.
Основное уравнение в безкоординатной форме имеет вид
{\displaystyle \nabla ^{2}\nabla ^{2}w=-{\frac {q}{D}}\,.}
В цилиндрических координатах {\displaystyle (r,\theta ,z)},
{\displaystyle \nabla ^{2}w\equiv {\frac {1}{r}}{\frac {\partial }{\partial r}}\left(r{\frac {\partial w}{\partial r}}\right)+{\frac {1}{r^{2}}}{\frac {\partial ^{2}w}{\partial \theta ^{2}}}+{\frac {\partial ^{2}w}{\partial z^{2}}}\,.}
Для симметрично нагруженных круглых пластин, где изгиб зависит от только радиуса {\displaystyle w=w(r)} получим
{\displaystyle \nabla ^{2}w\equiv {\frac {1}{r}}{\cfrac {d}{dr}}\left(r{\cfrac {dw}{dr}}\right)\,.}
Следовательно, основное уравнение приобретёт вид обыкновенного дифференциального уравнения
{\displaystyle {\frac {1}{r}}{\cfrac {d}{dr}}\left[r{\cfrac {d}{dr}}\left\{{\frac {1}{r}}{\cfrac {d}{dr}}\left(r{\cfrac {dw}{dr}}\right)\right\}\right]=-{\frac {q}{D}}\,.}
Если {\displaystyle q} и {\displaystyle D} постоянны, то прямое интегрирование основного уравнения имеет решение

{\displaystyle w(r)=-{\frac {qr^{4}}{64D}}+C_{1}\ln r+{\cfrac {C_{2}r^{2}}{2}}+{\cfrac {C_{3}r^{2}}{4}}(2\ln r-1)+C_{4}}

где {\displaystyle C_{i}} константы интегрирования. Наклон отклоняющей поверхности равен
{\displaystyle \phi (r)={\cfrac {dw}{dr}}=-{\frac {qr^{3}}{16D}}+{\frac {C_{1}}{r}}+C_{2}r+C_{3}r\ln r\,.}
Для круглой пластины требование конечности прогиба и крутизны прогиба при {\displaystyle r=0} подразумевает, что {\displaystyle C_{1}=0}. Однако, {\displaystyle C_{3}} не обязательно равняется 0, так как правый предел {\displaystyle r\ln r\,} существует по мере приближения к началу координат {\displaystyle r=0}.

### Закрепленные края
Для круглой пластины (радиуса a) с зажатыми краями {\displaystyle w(a)=0} и {\displaystyle \phi (a)=0} на краю пластины. Подставляя эти граничные условия в общее решение получаем

{\displaystyle w(r)=-{\frac {q}{64D}}(a^{2}-r^{2})^{2}\quad {\text{and}}\quad \phi (r)={\frac {qr}{16D}}(a^{2}-r^{2})\,.}

Смещения пластины в плоскости равны
{\displaystyle u_{r}(r)=-z\phi (r)\quad {\text{and}}\quad u_{\theta }(r)=0\,.}
Плоские деформации в пластине равны
{\displaystyle \varepsilon _{rr}={\cfrac {du_{r}}{dr}}=-{\frac {qz}{16D}}(a^{2}-3r^{2})~,~~\varepsilon _{\theta \theta }={\frac {u_{r}}{r}}=-{\frac {qz}{16D}}(a^{2}-r^{2})~,~~\varepsilon _{r\theta }=0\,.}
Напряжения в плоскости пластины равны
{\displaystyle \sigma _{rr}={\frac {E}{1-\nu ^{2}}}\left[\varepsilon _{rr}+\nu \varepsilon _{\theta \theta }\right]~;~~\sigma _{\theta \theta }={\frac {E}{1-\nu ^{2}}}\left[\varepsilon _{\theta \theta }+\nu \varepsilon _{rr}\right]~;~~\sigma _{r\theta }=0\,.}
Для плиты толщиной {\displaystyle 2h}, жесткость на изгиб {\displaystyle D=2Eh^{3}/[3(1-\nu ^{2})]} и

{\displaystyle {\begin{aligned}\sigma _{rr}&=-{\frac {3qz}{32h^{3}}}\left[(1+\nu )a^{2}-(3+\nu )r^{2}\right]\\\sigma _{\theta \theta }&=-{\frac {3qz}{32h^{3}}}\left[(1+\nu )a^{2}-(1+3\nu )r^{2}\right]\\\sigma _{r\theta }&=0\,.\end{aligned}}}

Результирующие моменты (изгибные моменты) равны
{\displaystyle M_{rr}=-{\frac {q}{16}}\left[(1+\nu )a^{2}-(3+\nu )r^{2}\right]~;~~M_{\theta \theta }=-{\frac {q}{16}}\left[(1+\nu )a^{2}-(1+3\nu )r^{2}\right]~;~~M_{r\theta }=0\,.}
Максимальное радиальное напряжение при {\displaystyle z=h} и {\displaystyle r=a}:
{\displaystyle \left.\sigma _{rr}\right|_{z=h,r=a}={\frac {3qa^{2}}{16h^{2}}}={\frac {3qa^{2}}{4H^{2}}}}
где {\displaystyle H:=2h}. Изгибающие моменты на границе и в центре пластины равны
{\displaystyle \left.M_{rr}\right|_{r=a}={\frac {qa^{2}}{8}}~,~~\left.M_{\theta \theta }\right|_{r=a}={\frac {\nu qa^{2}}{8}}~,~~\left.M_{rr}\right|_{r=0}=\left.M_{\theta \theta }\right|_{r=0}=-{\frac {(1+\nu )qa^{2}}{16}}\,.}

## Прямоугольные пластины Кирхгофа-Лява

Изгиб прямоугольной пластины под действием распределенной силы на единицу площади.

Для прямоугольных пластин Навье в 1820 году ввел простой метод определения смещения и напряжения, когда пластина опирается на края. Идея заключалась в том, чтобы выразить приложенную нагрузку в терминах компонент ряда Фурье, найти решение для синусоидальной нагрузки (одна гармоника Фурье), а затем сложить гармоники Фурье, чтобы получить решение для произвольной нагрузки.

### Синусоидальная нагрузка
Предположим, что нагрузка имеет вид
{\displaystyle q(x,y)=q_{0}\sin {\frac {\pi x}{a}}\sin {\frac {\pi y}{b}}\,.}
Здесь {\displaystyle q_{0}} амплитуда, {\displaystyle a} ширина пластины в направлении {\displaystyle x} и
{\displaystyle b} ширина пластины в направлении {\displaystyle y}.
Поскольку пластина просто поддерживается на краях, то смещение {\displaystyle w(x,y)} на краях пластины равно нулю, и изгибающий момент {\displaystyle M_{xx}} также равен нулю на границах {\displaystyle x=0} и {\displaystyle x=a}, {\displaystyle M_{yy}} равен нулю на границах {\displaystyle y=0} и {\displaystyle y=b}.
При этих граничные условиях и решение уравнения для пластины имеет вид
{\displaystyle w(x,y)={\frac {q_{0}}{\pi ^{4}D}}\,\left({\frac {1}{a^{2}}}+{\frac {1}{b^{2}}}\right)^{-2}\,\sin {\frac {\pi x}{a}}\sin {\frac {\pi y}{b}}\,.}
Где D жесткость на изгиб
{\displaystyle D={\frac {Et^{3}}{12(1-\nu ^{2})}}.}
Analogous to flexural stiffness EI. Напряжения и деформации в пластине можно рассчитать, если знаем смещение.
При общей нагрузки в виде
{\displaystyle q(x,y)=q_{0}\sin {\frac {m\pi x}{a}}\sin {\frac {n\pi y}{b}}}
где {\displaystyle m} и {\displaystyle n} целые, получим решение

{\displaystyle {\text{(1)}}\qquad w(x,y)={\frac {q_{0}}{\pi ^{4}D}}\,\left({\frac {m^{2}}{a^{2}}}+{\frac {n^{2}}{b^{2}}}\right)^{-2}\,\sin {\frac {m\pi x}{a}}\sin {\frac {n\pi y}{b}}\,.}

### Решение Навье

#### Уравнение для двумерного тригонометрического ряда
Определяем общую нагрузку {\displaystyle q(x,y)} в виде
{\displaystyle q(x,y)=\sum _{m=1}^{\infty }\sum _{n=1}^{\infty }a_{mn}\sin {\frac {m\pi x}{a}}\sin {\frac {n\pi y}{b}}}
где {\displaystyle a_{mn}} коэффициент Фурье, определяемый формулой
{\displaystyle a_{mn}={\frac {4}{ab}}\int _{0}^{b}\int _{0}^{a}q(x,y)\sin {\frac {m\pi x}{a}}\sin {\frac {n\pi y}{b}}\,{\text{d}}x{\text{d}}y}.
Таким образом, классическое уравнение прямоугольной пластины для малых прогибов принимает следующий вид:
{\displaystyle {\cfrac {\partial ^{4}w}{\partial x^{4}}}+2{\cfrac {\partial ^{4}w}{\partial x^{2}\partial y^{2}}}+{\cfrac {\partial ^{4}w}{\partial y^{4}}}={\cfrac {1}{D}}\sum _{m=1}^{\infty }\sum _{n=1}^{\infty }a_{mn}\sin {\frac {m\pi x}{a}}\sin {\frac {n\pi y}{b}}}

#### Свободно опёртая пластина с общей нагрузкой
Предполагаем решение {\displaystyle w(x,y)} вида
{\displaystyle w(x,y)=\sum _{m=1}^{\infty }\sum _{n=1}^{\infty }w_{mn}\sin {\frac {m\pi x}{a}}\sin {\frac {n\pi y}{b}}}
Частные дифференциалы этой функции даются выражениями
{\displaystyle {\cfrac {\partial ^{4}w}{\partial x^{4}}}=\sum _{m=1}^{\infty }\sum _{n=1}^{\infty }\left({\frac {m\pi }{a}}\right)^{4}w_{mn}\sin {\frac {m\pi x}{a}}\sin {\frac {n\pi y}{b}}.}
{\displaystyle {\cfrac {\partial ^{4}w}{\partial x^{2}\partial y^{2}}}=\sum _{m=1}^{\infty }\sum _{n=1}^{\infty }\left({\frac {m\pi }{a}}\right)^{2}\left({\frac {n\pi }{b}}\right)^{2}w_{mn}\sin {\frac {m\pi x}{a}}\sin {\frac {n\pi y}{b}},}
{\displaystyle {\cfrac {\partial ^{4}w}{\partial y^{4}}}=\sum _{m=1}^{\infty }\sum _{n=1}^{\infty }\left({\frac {n\pi }{b}}\right)^{4}w_{mn}\sin {\frac {m\pi x}{a}}\sin {\frac {n\pi y}{b}}.}
Подставляя эти выражения в уравнение для пластины, получим
{\displaystyle \sum _{m=1}^{\infty }\sum _{n=1}^{\infty }\left(\left({\frac {m\pi }{a}}\right)^{2}+\left({\frac {n\pi }{b}}\right)^{2}\right)^{2}w_{mn}\sin {\frac {m\pi x}{a}}\sin {\frac {n\pi y}{b}}=\sum _{m=1}^{\infty }\sum _{n=1}^{\infty }{\cfrac {a_{mn}}{D}}\sin {\frac {m\pi x}{a}}\sin {\frac {n\pi y}{b}}}
Приравнивая два ряда получим для коэффициентов
{\displaystyle \left(\left({\frac {m\pi }{a}}\right)^{2}+\left({\frac {n\pi }{b}}\right)^{2}\right)^{2}w_{mn}={\cfrac {a_{mn}}{D}}}
или при перестановки получим
{\displaystyle w_{mn}={\frac {1}{\pi ^{4}D}}{\frac {a_{mn}}{\left({\frac {m^{2}}{a^{2}}}+{\frac {n^{2}}{b^{2}}}\right)^{2}}}}
Прогиб свободно опертой пластины (на углах) при общей нагрузке задаётся выражением

{\displaystyle w(x,y)={\frac {1}{\pi ^{4}D}}\sum _{m=1}^{\infty }\sum _{n=1}^{\infty }{\frac {a_{mn}}{\left({\frac {m^{2}}{a^{2}}}+{\frac {n^{2}}{b^{2}}}\right)^{2}}}\sin {\frac {m\pi x}{a}}\sin {\frac {n\pi y}{b}}}

#### Свободно опёртая пластина с постоянной нагрузкой
Для равномерно распределенной нагрузки имеем
{\displaystyle q(x,y)=q_{0}}
Таким образом, соответствующий коэффициент Фурье определяется выражением
{\displaystyle a_{mn}={\frac {4}{ab}}\int _{0}^{a}\int _{0}^{b}q_{0}\sin {\frac {m\pi x}{a}}\sin {\frac {n\pi y}{b}}\,{\text{d}}x{\text{d}}y}.
Вычисляя двойной интеграл, имеем
{\displaystyle a_{mn}={\frac {4q_{0}}{\pi ^{2}mn}}(1-\cos m\pi )(1-\cos n\pi )},
или в другом виде кусочно-заданной функции
{\displaystyle a_{mn}={\begin{cases}{\cfrac {16q_{0}}{\pi ^{2}mn}}&m~{\text{and}}~n~{\text{odd}}\\0&m~{\text{or}}~n~{\text{even}}\end{cases}}}
Прогиб свободно опертой пластины (с условиями на углах) с равномерно распределенной нагрузкой определяется выражением

{\displaystyle w(x,y)={\frac {16q_{0}}{\pi ^{6}D}}\sum _{m=1,3,5,...}^{\infty }\sum _{n=1,3,5,...}^{\infty }{\frac {1}{mn\left({\frac {m^{2}}{a^{2}}}+{\frac {n^{2}}{b^{2}}}\right)^{2}}}\sin {\frac {m\pi x}{a}}\sin {\frac {n\pi y}{b}}}

Изгибающие моменты на единицу длины в пластине определяются выражением

{\displaystyle M_{x}={\frac {16q_{0}}{\pi ^{4}}}\sum _{m=1,3,5,...}^{\infty }\sum _{n=1,3,5,...}^{\infty }{\frac {{\frac {m^{2}}{a^{2}}}+\nu {\frac {n^{2}}{b^{2}}}}{mn\left({\frac {m^{2}}{a^{2}}}+{\frac {n^{2}}{b^{2}}}\right)^{2}}}\sin {\frac {m\pi x}{a}}\sin {\frac {n\pi y}{b}}}
{\displaystyle M_{y}={\frac {16q_{0}}{\pi ^{4}}}\sum _{m=1,3,5,...}^{\infty }\sum _{n=1,3,5,...}^{\infty }{\frac {{\frac {n^{2}}{b^{2}}}+\nu {\frac {m^{2}}{a^{2}}}}{mn\left({\frac {m^{2}}{a^{2}}}+{\frac {n^{2}}{b^{2}}}\right)^{2}}}\sin {\frac {m\pi x}{a}}\sin {\frac {n\pi y}{b}}}

### Решение Леви
Другой подход был предложен Леви в 1899 году. В этом случае мы начинаем с предполагаемой формы смещения и пытаемся подогнать параметры так, чтобы выполнялись определяющее уравнение и граничные условия. Цель — найти рашения основного уравнения {\displaystyle \nabla ^{2}\nabla ^{2}w=q/D}{\displaystyle Y_{m}(y)} такие, что они удовлетворяют граничным условиям при {\displaystyle y=0} и {\displaystyle y=b}.
Предположим, что
{\displaystyle w(x,y)=\sum _{m=1}^{\infty }Y_{m}(y)\sin {\frac {m\pi x}{a}}\,.}
Для пластины, которая свободно опирается краями при {\displaystyle x=0} и {\displaystyle x=a}, граничные условия: {\displaystyle w=0} и {\displaystyle M_{xx}=0}. Обратите внимание, что на этих краях нет изменений смещения, что означает {\displaystyle \partial w/\partial y=0} и {\displaystyle \partial ^{2}w/\partial y^{2}=0}, сводя, таким образом, моментное граничное условие к эквивалентному выражению {\displaystyle \partial ^{2}w/\partial x^{2}=0}.

#### Моменты на краях
Рассмотрим случай чисто моментной нагрузки. В этом случае {\displaystyle q=0} и функция {\displaystyle w(x,y)} должна удовлетворять уравнению {\displaystyle \nabla ^{2}\nabla ^{2}w=0}. В прямоугольных декартовых координатах основное уравнение выражается как
{\displaystyle {\frac {\partial ^{4}w}{\partial x^{4}}}+2{\frac {\partial ^{4}w}{\partial x^{2}\partial y^{2}}}+{\frac {\partial ^{4}w}{\partial y^{4}}}=0\,.}
Подставляем выражение для {\displaystyle w(x,y)} в основное уравнение что приводит к
{\displaystyle \sum _{m=1}^{\infty }\left[\left({\frac {m\pi }{a}}\right)^{4}Y_{m}\sin {\frac {m\pi x}{a}}-2\left({\frac {m\pi }{a}}\right)^{2}{\cfrac {d^{2}Y_{m}}{dy^{2}}}\sin {\frac {m\pi x}{a}}+{\frac {d^{4}Y_{m}}{dy^{4}}}\sin {\frac {m\pi x}{a}}\right]=0}
или
{\displaystyle {\frac {d^{4}Y_{m}}{dy^{4}}}-2{\frac {m^{2}\pi ^{2}}{a^{2}}}{\cfrac {d^{2}Y_{m}}{dy^{2}}}+{\frac {m^{4}\pi ^{4}}{a^{4}}}Y_{m}=0\,.}
Это обыкновенное дифференциальное уравнение, имеющее общее решение
{\displaystyle Y_{m}=A_{m}\cosh {\frac {m\pi y}{a}}+B_{m}{\frac {m\pi y}{a}}\cosh {\frac {m\pi y}{a}}+C_{m}\sinh {\frac {m\pi y}{a}}+D_{m}{\frac {m\pi y}{a}}\sinh {\frac {m\pi y}{a}}}
где {\displaystyle A_{m},B_{m},C_{m},D_{m}} константы, которые можно определить из граничных условий. Следовательно, изгибное решение имеет вид

{\displaystyle w(x,y)=\sum _{m=1}^{\infty }\left[\left(A_{m}+B_{m}{\frac {m\pi y}{a}}\right)\cosh {\frac {m\pi y}{a}}+\left(C_{m}+D_{m}{\frac {m\pi y}{a}}\right)\sinh {\frac {m\pi y}{a}}\right]\sin {\frac {m\pi x}{a}}\,.}

Выберем систему координат так, чтобы границы пластины находились на краях при {\displaystyle x=0} и {\displaystyle x=a}, при {\displaystyle y=\pm b/2}. Тогда граничные условия на моменты при {\displaystyle y=\pm b/2}
{\displaystyle w=0\,,-D{\frac {\partial ^{2}w}{\partial y^{2}}}{\Bigr |}_{y=b/2}=f_{1}(x)\,,-D{\frac {\partial ^{2}w}{\partial y^{2}}}{\Bigr |}_{y=-b/2}=f_{2}(x)}
где {\displaystyle f_{1}(x),f_{2}(x)} известные функции. Решение можно найти, используя эти граничные условия. Можно показать, что для симметричного случая, когда
{\displaystyle M_{yy}{\Bigr |}_{y=-b/2}=M_{yy}{\Bigr |}_{y=b/2}}
и
{\displaystyle f_{1}(x)=f_{2}(x)=\sum _{m=1}^{\infty }E_{m}\sin {\frac {m\pi x}{a}}}
получим

{\displaystyle w(x,y)={\frac {a^{2}}{2\pi ^{2}D}}\sum _{m=1}^{\infty }{\frac {E_{m}}{m^{2}\cosh \alpha _{m}}}\,\sin {\frac {m\pi x}{a}}\,\left(\alpha _{m}\tanh \alpha _{m}\cosh {\frac {m\pi y}{a}}-{\frac {m\pi y}{a}}\sinh {\frac {m\pi y}{a}}\right)}

где
{\displaystyle \alpha _{m}={\frac {m\pi b}{2a}}\,.}
Аналогично для антисимметричного случая, когда
{\displaystyle M_{yy}{\Bigr |}_{y=-b/2}=-M_{yy}{\Bigr |}_{y=b/2}}
получим

{\displaystyle w(x,y)={\frac {a^{2}}{2\pi ^{2}D}}\sum _{m=1}^{\infty }{\frac {E_{m}}{m^{2}\sinh \alpha _{m}}}\,\sin {\frac {m\pi x}{a}}\,\left(\alpha _{m}\coth \alpha _{m}\sinh {\frac {m\pi y}{a}}-{\frac {m\pi y}{a}}\cosh {\frac {m\pi y}{a}}\right)\,.}

Используя симметричные и антисимметричные решения, можно составить более общие решения.

#### Опёртая пластина с равномерно распределенной нагрузкой
Для равномерно распределенной нагрузки
{\displaystyle q(x,y)=q_{0}}
Отклонение опёртой пластины с центром при {\displaystyle \left({\frac {a}{2}},0\right)} с равномерно распределенной нагрузкой определяется выражением

{\displaystyle {\begin{aligned}&w(x,y)={\frac {q_{0}a^{4}}{D}}\sum _{m=1,3,5,...}^{\infty }\left(A_{m}\cosh {\frac {m\pi y}{a}}+B_{m}{\frac {m\pi y}{a}}\sinh {\frac {m\pi y}{a}}+G_{m}\right)\sin {\frac {m\pi x}{a}}\\\\&{\begin{aligned}{\text{where}}\quad &A_{m}=-{\frac {2\left(\alpha _{m}\tanh \alpha _{m}+2\right)}{\pi ^{5}m^{5}\cosh \alpha _{m}}}\\&B_{m}={\frac {2}{\pi ^{5}m^{5}\cosh \alpha _{m}}}\\&G_{m}={\frac {4}{\pi ^{5}m^{5}}}\\\\\quad &\alpha _{m}={\frac {m\pi b}{2a}}\end{aligned}}\end{aligned}}}

Изгибающие моменты на единицу длины в пластине определяются выражениями

{\displaystyle M_{x}=-q_{0}\pi ^{2}a^{2}\sum _{m=1,3,5,...}^{\infty }m^{2}\left(\left(\left(\nu -1\right)A_{m}+2\nu B_{m}\right)\cosh {\frac {m\pi y}{a}}+\left(\nu -1\right)B_{m}{\frac {m\pi y}{a}}\sinh {\frac {m\pi y}{a}}-G_{m}\right)\sin {\frac {m\pi x}{a}}}
{\displaystyle M_{y}=-q_{0}\pi ^{2}a^{2}\sum _{m=1,3,5,...}^{\infty }m^{2}\left(\left(\left(1-\nu \right)A_{m}+2B_{m}\right)\cosh {\frac {m\pi y}{a}}+\left(1-\nu \right)B_{m}{\frac {m\pi y}{a}}\sinh {\frac {m\pi y}{a}}-\nu G_{m}\right)\sin {\frac {m\pi x}{a}}}

#### Равномерная и симметричная моментная нагрузка
Для частного случая, когда нагрузка симметрична и момент однороден, при {\displaystyle y=\pm b/2},
{\displaystyle M_{yy}=f_{1}(x)={\frac {4M_{0}}{\pi }}\sum _{m=1}^{\infty }{\frac {1}{2m-1}}\,\sin {\frac {(2m-1)\pi x}{a}}\,.}

Результирующий изгиб равен

{\displaystyle {\begin{aligned}&w(x,y)={\frac {2M_{0}a^{2}}{\pi ^{3}D}}\sum _{m=1}^{\infty }{\frac {1}{(2m-1)^{3}\cosh \alpha _{m}}}\sin {\frac {(2m-1)\pi x}{a}}\times \\&~~\left[\alpha _{m}\,\tanh \alpha _{m}\cosh {\frac {(2m-1)\pi y}{a}}-{\frac {(2m-1)\pi y}{a}}\sinh {\frac {(2m-1)\pi y}{a}}\right]\end{aligned}}}

где
{\displaystyle \alpha _{m}={\frac {\pi (2m-1)b}{2a}}\,.}
Изгибающие моменты и поперечные силы, соответствующие смещению {\displaystyle w} находятся по формулам
{\displaystyle {\begin{aligned}M_{xx}&=-D\left({\frac {\partial ^{2}w}{\partial x^{2}}}+\nu \,{\frac {\partial ^{2}w}{\partial y^{2}}}\right)\\&={\frac {2M_{0}(1-\nu )}{\pi }}\sum _{m=1}^{\infty }{\frac {1}{(2m-1)\cosh \alpha _{m}}}\,\times \\&~\sin {\frac {(2m-1)\pi x}{a}}\,\times \\&~\left[-{\frac {(2m-1)\pi y}{a}}\sinh {\frac {(2m-1)\pi y}{a}}+\right.\\&\qquad \qquad \qquad \qquad \left.\left\{{\frac {2\nu }{1-\nu }}+\alpha _{m}\tanh \alpha _{m}\right\}\cosh {\frac {(2m-1)\pi y}{a}}\right]\\M_{xy}&=(1-\nu )D{\frac {\partial ^{2}w}{\partial x\partial y}}\\&=-{\frac {2M_{0}(1-\nu )}{\pi }}\sum _{m=1}^{\infty }{\frac {1}{(2m-1)\cosh \alpha _{m}}}\,\times \\&~\cos {\frac {(2m-1)\pi x}{a}}\,\times \\&~\left[{\frac {(2m-1)\pi y}{a}}\cosh {\frac {(2m-1)\pi y}{a}}+\right.\\&\qquad \qquad \qquad \qquad \left.(1-\alpha _{m}\tanh \alpha _{m})\sinh {\frac {(2m-1)\pi y}{a}}\right]\\Q_{zx}&={\frac {\partial M_{xx}}{\partial x}}-{\frac {\partial M_{xy}}{\partial y}}\\&={\frac {4M_{0}}{a}}\sum _{m=1}^{\infty }{\frac {1}{\cosh \alpha _{m}}}\,\times \\&~\cos {\frac {(2m-1)\pi x}{a}}\cosh {\frac {(2m-1)\pi y}{a}}\,.\end{aligned}}}
Напряжения
{\displaystyle \sigma _{xx}={\frac {12z}{h^{3}}}\,M_{xx}\quad {\text{and}}\quad \sigma _{zx}={\frac {1}{\kappa h}}\,Q_{zx}\left(1-{\frac {4z^{2}}{h^{2}}}\right)\,.}

### Изгиб цилиндрической пластины
Цилиндрический изгиб возникает, когда прямоугольная пластина имеющая размеры {\displaystyle a\times b\times h}, где {\displaystyle a\ll b} и малую толщину {\displaystyle h}, подвергается равномерной распределенной нагрузке, перпендикулярной плоскости пластины. Такая пластина имеет форму поверхности цилиндра.
С помощью методов Навье и Леви также можно найти решения для свободно опёртых пластин при цилиндрическом изгибе с различным количеством незакреплённых краёв.

## Изгиб толстых пластин Миндлина
Для толстых пластин необходимо учитывать влияние сдвиговых напряжений по толщине на ориентацию нормали к средней поверхности после деформации. Теория Миндлина предлагает единый подход к нахождению деформации и напряжений в таких пластинах. Решения теории Миндлина можно получить из эквивалентных решений Кирхгофа-Лява с использованием канонических соотношений.

### Основные уравнения
Канонические уравнения для изотропных толстых пластин можно записать в виде
{\displaystyle {\begin{aligned}&\nabla ^{2}\left({\mathcal {M}}-{\frac {\mathcal {B}}{1+\nu }}\,q\right)=-q\\&\kappa Gh\left(\nabla ^{2}w+{\frac {\mathcal {M}}{D}}\right)=-\left(1-{\cfrac {{\mathcal {B}}c^{2}}{1+\nu }}\right)q\\&\nabla ^{2}\left({\frac {\partial \varphi _{1}}{\partial x_{2}}}-{\frac {\partial \varphi _{2}}{\partial x_{1}}}\right)=c^{2}\left({\frac {\partial \varphi _{1}}{\partial x_{2}}}-{\frac {\partial \varphi _{2}}{\partial x_{1}}}\right)\end{aligned}}}
где {\displaystyle q} приложенная поперечная нагрузка, {\displaystyle G} модуль сдвига, {\displaystyle D=Eh^{3}/[12(1-\nu ^{2})]}
жесткость на изгиб, {\displaystyle h} толщина пластины, {\displaystyle c^{2}=2\kappa Gh/[D(1-\nu )]},
{\displaystyle \kappa } коэффициент поправки сдвигового напряжения, {\displaystyle E} модуль Юнга, {\displaystyle \nu } коэффициент Пуассона и
{\displaystyle {\mathcal {M}}=D\left[{\mathcal {A}}\left({\frac {\partial \varphi _{1}}{\partial x_{1}}}+{\frac {\partial \varphi _{2}}{\partial x_{2}}}\right)-(1-{\mathcal {A}})\nabla ^{2}w\right]+{\frac {2q}{1-\nu ^{2}}}{\mathcal {B}}\,.}
Согласно теории Миндлина {\displaystyle w} поперечное смещение средней поверхности пластины, а величины {\displaystyle \varphi _{1}} и {\displaystyle \varphi _{2}} соответственные повороты нормали к средней поверхности относительно {\displaystyle x_{2}} и {\displaystyle x_{1}}-осей. Канонические параметры этой теории {\displaystyle {\mathcal {A}}=1} и {\displaystyle {\mathcal {B}}=0}. Коэффициент поправки сдвигового напряжения {\displaystyle \kappa } обычно принимают за {\displaystyle 5/6}.
Решения основных уравнений можно найти, если знать соответствующие решения Кирхгофа-Лява с помощью соотношений
{\displaystyle {\begin{aligned}w&=w^{K}+{\frac {{\mathcal {M}}^{K}}{\kappa Gh}}\left(1-{\frac {{\mathcal {B}}c^{2}}{2}}\right)-\Phi +\Psi \\\varphi _{1}&=-{\frac {\partial w^{K}}{\partial x_{1}}}-{\frac {1}{\kappa Gh}}\left(1-{\frac {1}{\mathcal {A}}}-{\frac {{\mathcal {B}}c^{2}}{2}}\right)Q_{1}^{K}+{\frac {\partial }{\partial x_{1}}}\left({\frac {D}{\kappa Gh{\mathcal {A}}}}\nabla ^{2}\Phi +\Phi -\Psi \right)+{\frac {1}{c^{2}}}{\frac {\partial \Omega }{\partial x_{2}}}\\\varphi _{2}&=-{\frac {\partial w^{K}}{\partial x_{2}}}-{\frac {1}{\kappa Gh}}\left(1-{\frac {1}{\mathcal {A}}}-{\frac {{\mathcal {B}}c^{2}}{2}}\right)Q_{2}^{K}+{\frac {\partial }{\partial x_{2}}}\left({\frac {D}{\kappa Gh{\mathcal {A}}}}\nabla ^{2}\Phi +\Phi -\Psi \right)+{\frac {1}{c^{2}}}{\frac {\partial \Omega }{\partial x_{1}}}\end{aligned}}}
где {\displaystyle w^{K}} это смещение, предсказанное для пластины Кирхгофа-Лява, {\displaystyle \Phi } бигармоническая функция такая, что {\displaystyle \nabla ^{2}\nabla ^{2}\Phi =0}, {\displaystyle \Psi } функция, удовлетворяющая уравнению Лапласа, {\displaystyle \nabla ^{2}\Psi =0} и
{\displaystyle {\begin{aligned}{\mathcal {M}}&={\mathcal {M}}^{K}+{\frac {\mathcal {B}}{1+\nu }}\,q+D\nabla ^{2}\Phi ~;~~{\mathcal {M}}^{K}:=-D\nabla ^{2}w^{K}\\Q_{1}^{K}&=-D{\frac {\partial }{\partial x_{1}}}\left(\nabla ^{2}w^{K}\right)~,~~Q_{2}^{K}=-D{\frac {\partial }{\partial x_{2}}}\left(\nabla ^{2}w^{K}\right)\\\Omega &={\frac {\partial \varphi _{1}}{\partial x_{2}}}-{\frac {\partial \varphi _{2}}{\partial x_{1}}}~,~~\nabla ^{2}\Omega =c^{2}\Omega \,.\end{aligned}}}

### Свободно опёртые прямоугольные пластины
Для свободно опертых пластин сумма моментов Маркуса равна нулю
{\displaystyle {\mathcal {M}}={\frac {1}{1+\nu }}(M_{11}+M_{22})=D\left({\frac {\partial \varphi _{1}}{\partial x_{1}}}+{\frac {\partial \varphi _{2}}{\partial x_{2}}}\right)=0\,.}
В этом случае функции {\displaystyle \Phi }, {\displaystyle \Psi }, {\displaystyle \Omega } равны нулю, а решение Миндлина связано с соответствующим решением Кирхгофа соотношением
{\displaystyle w=w^{K}+{\frac {{\mathcal {M}}^{K}}{\kappa Gh}}\,.}

## Изгиб консольно-закреплённых пластин Рейсснера-Штейна
Теория Рейсснера-Штейна для консольных пластин приводит к следующим связанным обыкновенным дифференциальным уравнениям для консольной пластины с сосредоточенной нагрузкой на торце {\displaystyle q_{x}(y)} в точке {\displaystyle x=a}.
{\displaystyle {\begin{aligned}&bD{\frac {\mathrm {d} ^{4}w_{x}}{\mathrm {d} x^{4}}}=0\\&{\frac {b^{3}D}{12}}\,{\frac {\mathrm {d} ^{4}\theta _{x}}{\mathrm {d} x^{4}}}-2bD(1-\nu ){\cfrac {d^{2}\theta _{x}}{dx^{2}}}=0\end{aligned}}}
и граничных условиях в точке {\displaystyle x=a}
{\displaystyle {\begin{aligned}&bD{\cfrac {d^{3}w_{x}}{dx^{3}}}+q_{x1}=0\quad ,\quad {\frac {b^{3}D}{12}}{\cfrac {d^{3}\theta _{x}}{dx^{3}}}-2bD(1-\nu ){\cfrac {d\theta _{x}}{dx}}+q_{x2}=0\\&bD{\cfrac {d^{2}w_{x}}{dx^{2}}}=0\quad ,\quad {\frac {b^{3}D}{12}}{\cfrac {d^{2}\theta _{x}}{dx^{2}}}=0\,.\end{aligned}}}
Решение этой системы двух ОДУ дает
{\displaystyle {\begin{aligned}w_{x}(x)&={\frac {q_{x1}}{6bD}}\,(3ax^{2}-x^{3})\\\theta _{x}(x)&={\frac {q_{x2}}{2bD(1-\nu )}}\left[x-{\frac {1}{\nu _{b}}}\,\left({\frac {\sinh(\nu _{b}a)}{\cosh[\nu _{b}(x-a)]}}+\tanh[\nu _{b}(x-a)]\right)\right]\end{aligned}}}
где {\displaystyle \nu _{b}={\sqrt {24(1-\nu )}}/b}. Изгибные моменты и поперечные силы, соответствующие смещению
{\displaystyle w=w_{x}+y\theta _{x}}
{\displaystyle {\begin{aligned}M_{xx}&=-D\left({\frac {\partial ^{2}w}{\partial x^{2}}}+\nu \,{\frac {\partial ^{2}w}{\partial y^{2}}}\right)\\&=q_{x1}\left({\frac {x-a}{b}}\right)-\left[{\frac {3yq_{x2}}{b^{3}\nu _{b}\cosh ^{3}[\nu _{b}(x-a)]}}\right]\times \\&\quad \left[6\sinh(\nu _{b}a)-\sinh[\nu _{b}(2x-a)]+\sinh[\nu _{b}(2x-3a)]+8\sinh[\nu _{b}(x-a)]\right]\\M_{xy}&=(1-\nu )D{\frac {\partial ^{2}w}{\partial x\partial y}}\\&={\frac {q_{x2}}{2b}}\left[1-{\frac {2+\cosh[\nu _{b}(x-2a)]-\cosh[\nu _{b}x]}{2\cosh ^{2}[\nu _{b}(x-a)]}}\right]\\Q_{zx}&={\frac {\partial M_{xx}}{\partial x}}-{\frac {\partial M_{xy}}{\partial y}}\\&={\frac {q_{x1}}{b}}-\left({\frac {3yq_{x2}}{2b^{3}\cosh ^{4}[\nu _{b}(x-a)]}}\right)\times \left[32+\cosh[\nu _{b}(3x-2a)]-\cosh[\nu _{b}(3x-4a)]\right.\\&\qquad \left.-16\cosh[2\nu _{b}(x-a)]+23\cosh[\nu _{b}(x-2a)]-23\cosh(\nu _{b}x)\right]\,.\end{aligned}}}
Напряжения
{\displaystyle \sigma _{xx}={\frac {12z}{h^{3}}}\,M_{xx}\quad {\text{and}}\quad \sigma _{zx}={\frac {1}{\kappa h}}\,Q_{zx}\left(1-{\frac {4z^{2}}{h^{2}}}\right)\,.}
Если приложенная нагрузка на краю постоянна, мы восстанавливаем решения для балки при сосредоточенной торцевой нагрузке. Если приложенная нагрузка — линейная функция {\displaystyle y}, то
{\displaystyle q_{x1}=\int _{-b/2}^{b/2}q_{0}\left({\frac {1}{2}}-{\frac {y}{b}}\right)\,{\text{d}}y={\frac {bq_{0}}{2}}~;~~q_{x2}=\int _{-b/2}^{b/2}yq_{0}\left({\frac {1}{2}}-{\frac {y}{b}}\right)\,{\text{d}}y=-{\frac {b^{2}q_{0}}{12}}\,.}